# Tỉnh của Jordan
Jordan gồm 12 tỉnh (muhafazah) theo hệ thống phân chia hành chính của Bộ Nội vụ Jordan. Năm 1994, bốn tỉnh mới được thành lập: Jerash, Ajloun, Madaba và Aqaba. Tỉnh Jerash và tỉnh Ajloun được tách ra từ tỉnh Irbid, tỉnh Madaba được tách ra từ tỉnh Amman và tỉnh Aqaba được tách ra từ tỉnh Ma'an. Các tỉnh được chia tiếp thành các huyện (liwa) và thường được chia tiếp thành phó huyện (qda).
Về mặt địa lý, các tỉnh của Jordan thuộc một trong ba vùng: Bắc, Trung và Nam. Ba vùng địa lý không được phân theo diện tích hoặc dân số mà theo kết nối và khoảng cách địa lý giữa các trung tâm dân cư. Vùng Nam tách khỏi vùng Trung qua dãy núi Moab tại tỉnh Karak. Các trung tâm dân cư của vùng Trung và vùng Bắc tách biệt về địa lý qua các các dãy núi của tỉnh Jerash. Về mặt xã hội, các trung tâm dân cư Amman, Salt, Zarqa và Madaba tạo thành một vùng đô thị lớn, tương tác về kinh doanh tại các thành phố này chịu ảnh hưởng của Amman; còn các thành phố Jerash, Ajloun và Mafraq hầu hết chịu ảnh hưởng từ thành phố Irbid.
| 1  | Irbid      | 1.572  | 1.137.100 | 943.000           | 194.100           | 723,4 | Irbid    |
| 2  | Ajloun     | 420    | 146.900   | 111.500           | 35.400            | 350,1 | Ajloun   |
| 3  | Jerash     | 410    | 191.700   | 120.100           | 71.600            | 467,8 | Jerash   |
| 4  | Mafraq     | 26.551 | 300.300   | 117.800           | 182.500           | 11,3  | Mafraq   |
|    | Vùng Bắc   | 28.953 | 1.776.000 | 1.292.400         | 483.600           | 61,3  |          |
| 5  | Balqa      | 1.120  | 428.000   | 307.400           | 120.600           | 382,0 | Salt     |
| 6  | Amman      | 7.579  | 2.473.400 | 2.325.500         | 147.900           | 326,3 | Amman    |
| 7  | Zarqa      | 4.761  | 951.800   | 899.800           | 52.000            | 199,9 | Zarqa    |
| 8  | Madaba     | 940    | 159.700   | 114.000           | 45.700            | 170,0 | Madaba   |
|    | Vùng Trung | 14.400 | 4.012.900 | 3.646.700         | 366.200           | 278,7 |          |
| 9  | Karak      | 3.495  | 249.100   | 87.200            | 161.900           | 71,3  | Al Karak |
| 10 | Tafilah    | 2.209  | 89.400    | 63.800            | 25.600            | 40,5  | Tafilah  |
| 11 | Ma'an      | 32.832 | 121.400   | 66.600            | 54.800            | 3,7   | Ma'an    |
| 12 | Aqaba      | 6.905  | 139.200   | 119.700           | 19.500            | 20,2  | Aqaba    |
|    | Vùng Nam   | 45.441 | 599.100   | 337.300           | 261.800           | 13,2  |          |
|    | Tổng       | 88.794 | 6.388.000 | 5.276.400 (82,6%) | 1.111.600 (17,4%) | 71,9  |          |